# Benelli M3 Super 90
Benelli M3 Super 90 — итальянское боевое ружьё производства Benelli, разработанное на основе конструкции ружей Benelli M1 и Benelli M2.

## Описание
Ружьё способно вести огонь одиночными выстрелами в двух режимах огня: в самозарядном варианте и с ручным перезаряжанием после каждого выстрела при помощи подвижного цевья
Ручное перезаряжание позволяет вести огонь патронами с уменьшенным или увеличенным пороховым зарядом (например, холостыми патронами, травматическими патронами с резиновыми пулями, светошумовыми боеприпасами…).
В конструкцию ружья добавлена отсечка магазина, позволяющая, при ведении огня в неавтоматическом режиме, заряжать ружьё при отведённом назад затворе по одному патрону через окно для выброса гильз. Такой способ позволяет, к примеру, вести огонь по одному патрону несмертельными патронами, имея в магазине боевые патроны. Отсечкой магазина является кнопка затворной задержки. Однако, при выстреле патрон подается на лоток, и для заряжания другого патрона каждый раз необходимо удалять патрон с лотка. Выбор способов ведения огня «самозарядный» — «помповый» исполняется специальным вращающимся ободом с резьбой, находящимся впереди подвижного цевья.
Рукоятка взведения затвора в самозарядном способе стрельбы находится справа на затворной раме.
Ствольная коробка ружья выполнена из алюминиевого сплава, приклад и цевьё — из пластмассы.
Прицел — открытого типа. Возможна установка коллиматорных прицелов, лазерных целеуказателей, тактического фонаря и иных аксессуаров.

## Варианты и модификации
Ружьё производится в нескольких вариантах исполнения:
- с постоянным прикладом или со складным прикладом (при этом, складной наверх приклад в закрытом состоянии закрывает прицел). На оружие, выпущенное после 2007 года может быть установлен телескопический приклад от Benelli SuperNova или Benelli M4;
- с различными типами ствола — для стрельбы пулями (длиной 500 мм) и дробовой — длиной 660 мм.

## Страны-эксплуатанты

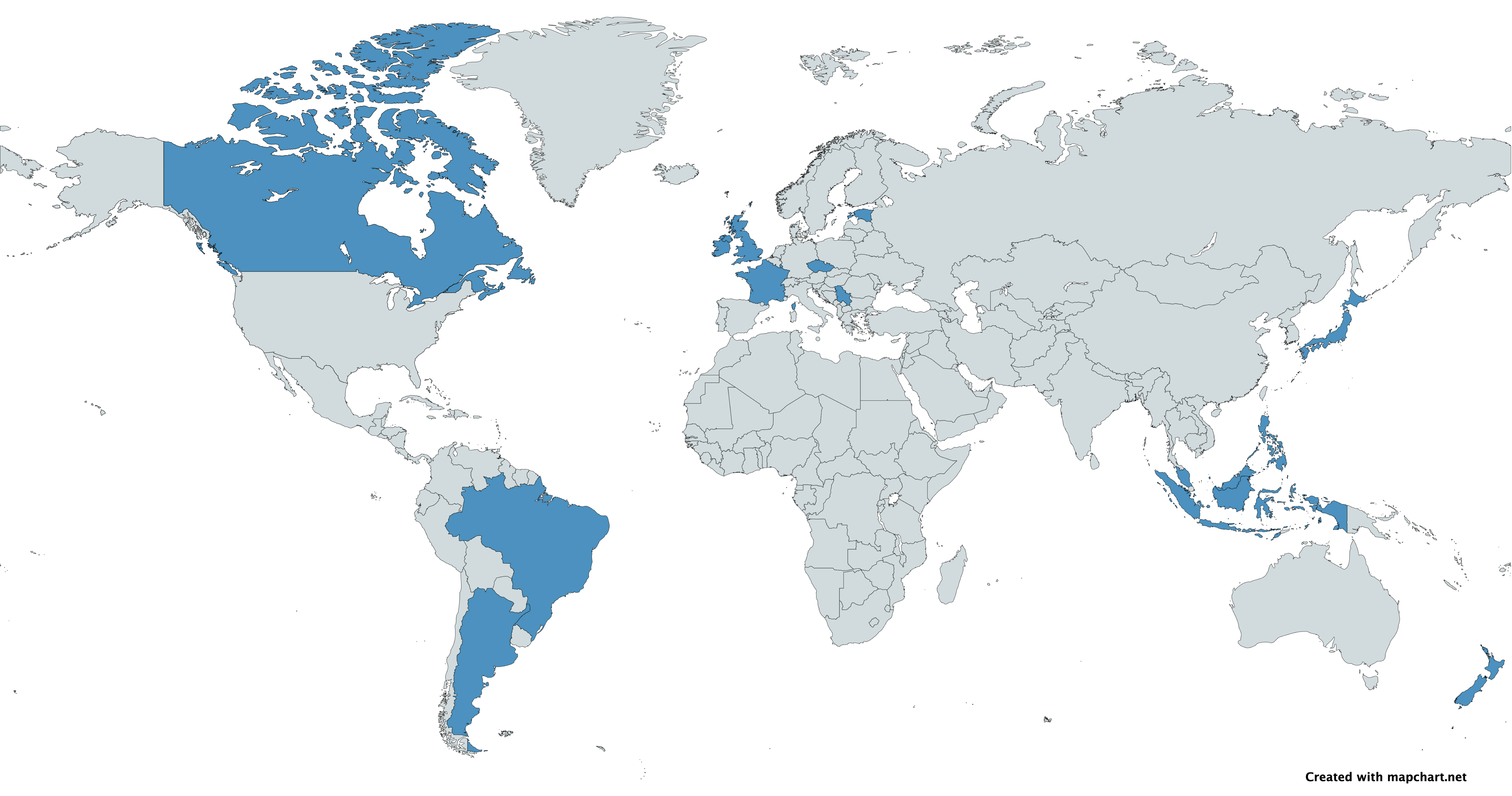
Карта эксплуатантов Benelli M3.

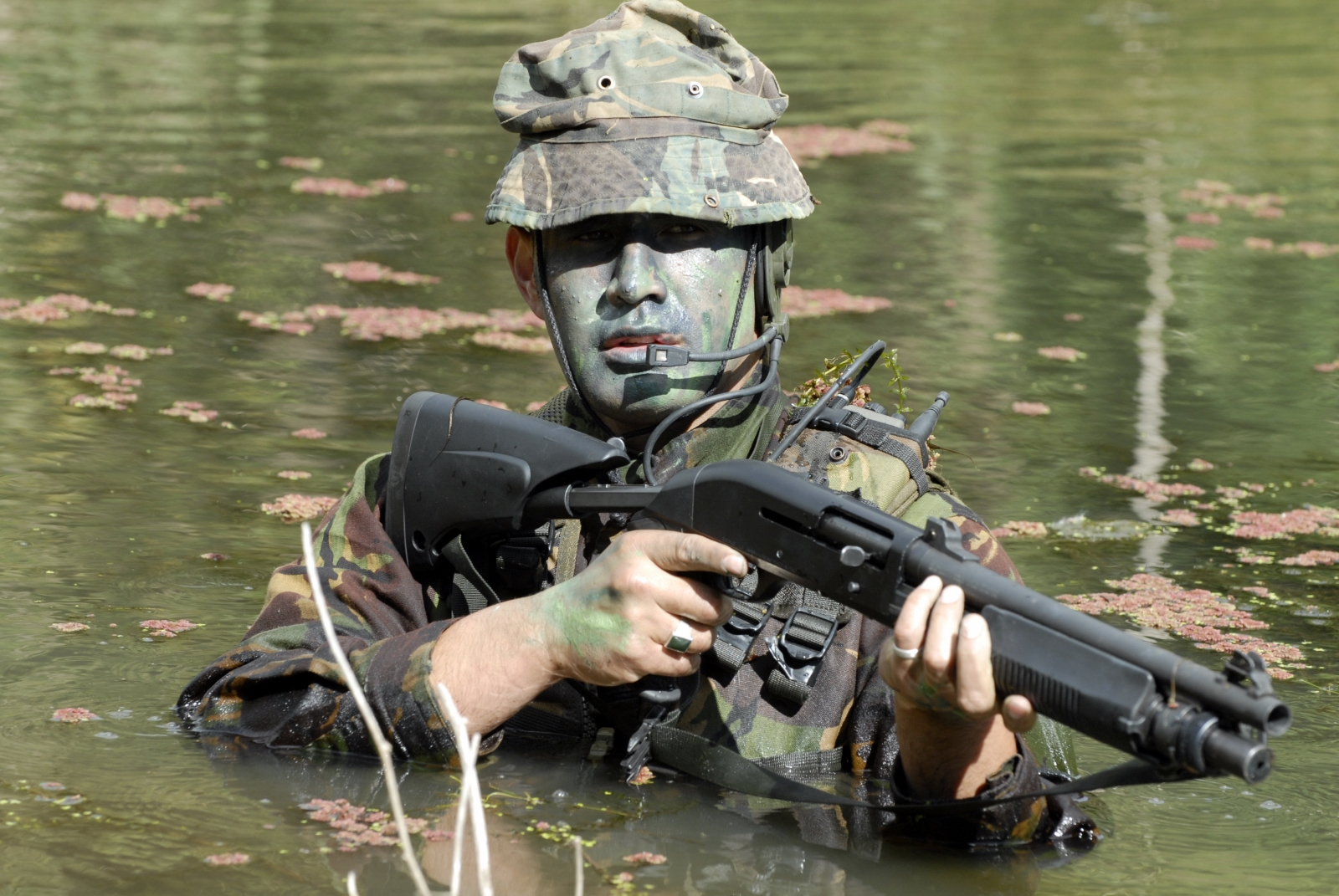
Солдат новозеландской армии, вооружённый Benelli M3.

Ружьё М3 используется различными военными и полицейскими структурами, а также продаётся в качестве гражданского оружия.
- Индонезия — некоторое количество Benelli M3 на вооружении коммандос (группы боевых пловцов «Komando Pasukan Katak» и спецподразделения «Komando Pasukan Khusus»)[1]
- Ирландия — Benelli M3T находится на вооружении[2] подразделений рейнджеров армии Ирландии («Sciathán Fianóglach an Airm»)[3]
- Казахстан — с 2007 года сертифицировано в качестве гражданского охотничьего оружия[4]
- Канада — на вооружении спецподразделения «Joint Task Force 2»[5]
- Люксембург — на вооружении полицейского спецподразделения «Unité Spéciale de la Police»[6]
- Новая Зеландия — на вооружении армейских подразделений (Regular Force Infantry Battalions и Queen Alexandras Mounted Rifles)[7]
- Польша — на вооружении антитеррористического спецподразделения ВОА (Biuro Operacji Antyterrorystycznych)[8]
- Франция — Benelli M3T находится на вооружении французской армии[9]
- Чехия — Benelli M3T находится на вооружении спецподразделений армии Чехии[10] (в частности, на вооружении 601-й группы специального назначения[11])
- Эстония — некоторое количество Benelli M3T находится на вооружении эстонской армии[12]

В России ружьё разрешено к продаже в качестве гражданского оружия, Benelli M3 поставляются с фиксированным магазином на 7 патронов, однако продаются сменные магазины на 5, 8 или 10 патронов.

## Известные случаи применения
- 7 ноября 2012 года, Дмитрий Виноградов, будучи вооружённым ружьём Benelli M3 Super 90 и карабином Вепрь-12 Молот, убил 6 человек и ранил одного в центральном офисе аптечной сети «Ригла» в московском районе Северное Медведково, где проработал юристом 4 года.